# Pachydissus aspericollis
Pachydissus aspericollis là một loài bọ cánh cứng trong họ Cerambycidae.